# Quận Mason, Michigan
Quận Mason một quận thuộc tiểu bang Michigan, Hoa Kỳ. Quận lỵ đóng ở Ludington6. Theo điều tra dân số năm 2000 của Cục điều tra dân số Hoa Kỳ năm 2000, quận có dân số 28.274 người.

## Địa lý
Theo Cục điều tra dân số Hoa Kỳ, quận có diện tích 3216 km2, trong đó có 1934 km2 là diện tích mặt nước.

### Quận giáp ranh
- Quận Manistee (bắc)
- Quận Lake (đông)
- Quận Oceana (nam)
- Quận Sheboygan, Wisconsin (tây nam)
- Quận Manitowoc, Wisconsin (tây)